# Hippelates proboscideus
Hippelates proboscideus är en tvåvingeart som beskrevs av Samuel Wendell Williston  1896. Hippelates proboscideus ingår i släktet Hippelates och familjen fritflugor. Inga underarter finns listade i Catalogue of Life.